# Казаков, Андрей Витальевич
Андрей Витальевич Казаков (30 апреля 1956, Владивосток — 31 мая 2023, Санкт-Петербург) — советский и российский кларнетист и музыкальный педагог, профессор Санкт-Петербургской консерватории, заслуженный артист РСФСР (1983).

## Биография
Ученик Павла Суханова, под руководством которого окончил музыкальную школу при Ленинградской консерватории (1974), Ленинградскую консерваторию (1979) и аспирантуру при ней (1981).
В 1977 г. стал лауреатом Международного конкурса «Пражская весна» (2 премия), там же был удостоен специального приза за лучшее исполнение музыки композиторов Чехословакии.
В 1975—1976 стажёр, в 1976—1996 гг. солист оркестра Ленинградского театра оперы и балета им. Кирова, входил также в состав Квинтета духовых инструментов Ленинградского театра оперы и балета им. Кирова. В 1996—2003 гг. солист ЗКР симфонического оркестра Санкт-Петербургской филармонии.
В 1981—1988 преподаватель музыкального училища им. Н. А. Римского-Корсакова. С 1987 г. преподавал в Санкт-Петербургской консерватории, с 2000 г. профессор, в 2004—2005 проректор, с 2009 заведующий кафедрой деревянных духовых инструментов оркестрового факультета. С 2012 года руководил Театрально-концертным управлением Санкт-Петербургской консерватории.
В творческом содружестве с Павлом Сухановым ленинградский композитор Дмитрий Толстой написал концерт для кларнета с оркестром. Композитор Пётр Геккер посвятил Суханову свою сонату-фантазию для кларнета и фортепиано. Первым исполнителем этих произведений стал Андрей Витальевич Казаков. Петербургский композитор Владимир Сапожников посвятил А. В. Казакову пьесу под названием «Алилуйя».
Среди учеников А. В. Казакова:
- Сергей Христофис (р.1971), с 1994 артист оркестра Мариинского театра, в 1999—2004 преподаватель музыкальной школы фрунзенского района Петербурга, преподаватель Педагогического Университета им. А. И. Герцена.
- Игорь Дюжиков (1967-2020), в 1989—1995 солист оркестра русских народных инструментов им. Андреева Ленинградского радио и телевидения, в 1995—1996 — симфонического оркестра Петербургской капеллы, с 1996 — оркестра Петербургского театра оперы и балета им. Мусоргского.
- Александр Кукса (р.1965), солист симфонического оркестра г. Сочи.
- Артур Лукомянский (р.1967), лауреат международного конкурса «Концертино-Прага», в 1996—2001 солист Петербургского симфонического оркестра «Классика», в 1998—2005 — ансамбля современной музыки, с 2005 в США.
- Лю Чуннань(р.1996)

Скончался 31 мая 2023 года на 68-м году жизни.

## Звания, награды
- Лауреат Международного конкурса «Пражская весна», 1977 год, 2 премия[3][4]
- Заслуженный артист РСФСР, 1983 год[5]

## Жюри конкурсов
- I Международный конкурс духовых и ударных инструментов имени Н. А. Римского-Корсакова, 2004 год, Санкт-Петербург, член жюри[6]
- I Всероссийский музыкальный конкурс по специальностям: «Духовые инструменты, ансамбли духовых инструментов», «Ударные инструменты», 2012 год, Москва, сопредседатель жюри[7]
- V Московский открытый конкурс юных кларнетистов и ансамблей деревянных духовых инструментов, 2014 год, Москва, председатель жюри (номинация «Кларнет»)[8]
- II Всероссийский музыкальный конкурс по специальностям: «Духовые инструменты, ансамбли духовых инструментов», «Ударные инструменты», 2016 год, Москва, член жюри (1-й и 2-й туры — председатель жюри секции «Деревянные духовые»)[9]

- VI Санкт-Петербургский открытый конкурс юных исполнителей на духовых и ударных инструментах, 2019 год, Санкт-Петербург, член жюри[10]
- IX Международный конкурс ансамблей музыкантов — исполнителей на духовых и ударных инструментах, и инструментах эстрадного оркестра, 2020 год (дистанционный формат), Петрозаводск, член жюри[11]